# Cinnamomum cappara-coronde
Cinnamomum cappara-coronde là loài thực vật có hoa trong họ Nguyệt quế. Loài này được Blume miêu tả khoa học đầu tiên năm 1836.